# فرانتس اشتاودگر
فرانتس اشتاودگر (به آلمانی: Franz Staudegger) فرمانده تانکی بود که در هفت ژوئیه ۱۹۴۳ هنگامی که با تانک در حال گشت زنی بود با یک گروه پنجاه تایی تانک تی-۳۴ شوروی رو به رو شد که توانست با نابودی بیست و دو تانک بدون هیچ آسیبی به پایگاه برگردد